# Теодосий Поленински
Теодосий (на гръцки: Θεοδόσιος, Теодосиос) е православен духовник, епископ на Вселенската патриаршия.

## Биография
Роден е в южномакедонското градче Колиндрос. През юни 1793 година е избран и по-късно ръкоположен за поленински и вардариотски епископ в Дойран. Според Кузман Шапкарев владиката се ползва с голям авторитет и всява страхопочитание у паството си, макар личният му морал да е нисък. Епископията в този период обхваща Дойранско и приблизително територията на сегашния дем Кукуш и части от дем Пеония до източния бряг на Вардар. По време на Гръцкото въстание, в 1824 година османските власти съсипват Кукуш, Ругуновец, Калиново, Аматово, Арджан и Чифлик махале. Архиерейството му приключва в 1831 година, вероятно поради смъртта му.